# Selección de fútbol de Chiloé
La selección de fútbol de Chiloé es el equipo que representa al Archipiélago de Chiloé en el Fútbol. El equipo no está afiliado a la FIFA o a la Conmebol, y por lo tanto no puede competir en los torneos que estos organizan. Sin embargo desde 2021 el equipo es miembro del Consejo Sudamericano de Nuevas Federaciones (COSANFF).

## Historia
El seleccionado es representado por la Unión Comunal Rural de Clubes Deportivos de la Comuna de Castro, Chiloé.
Como miembro número 11, Chiloé se suma al COSANFF con sus casi 100 años de actividad futbolística independiente. Pese a su antigua e intensa actividad futbolística, el futbol chilote nunca ha podido ser debidamente representado en competiciones nacionales o internacionales. Con su ingreso al Consejo se busca remediar esa situación.

## Desempeño en competiciones
| Año   | Ronda                  | Posición               | PJ                     | PG                     | PE                     | PP                     | GF                     | GC                     |
| ----- | ---------------------- | ---------------------- | ---------------------- | ---------------------- | ---------------------- | ---------------------- | ---------------------- | ---------------------- |
| 2011  | No era miembro COSANFF | No era miembro COSANFF | No era miembro COSANFF | No era miembro COSANFF | No era miembro COSANFF | No era miembro COSANFF | No era miembro COSANFF | No era miembro COSANFF |
| 2014  | No era miembro COSANFF | No era miembro COSANFF | No era miembro COSANFF | No era miembro COSANFF | No era miembro COSANFF | No era miembro COSANFF | No era miembro COSANFF | No era miembro COSANFF |
| 2017  | No era miembro COSANFF | No era miembro COSANFF | No era miembro COSANFF | No era miembro COSANFF | No era miembro COSANFF | No era miembro COSANFF | No era miembro COSANFF | No era miembro COSANFF |
| Total | 0/3                    | -                      | 0                      | 0                      | 0                      | 0                      | 0                      | 0                      |